# Estrela de Cantanhez Futebol Clube
Maillots
Actualités
L'Estrela de Cantanhez est un club  de football bissau-guinéen basé à Cubucaré.

## Histoire
L'Estrela de Cantanhez, sans jamais avoir joué en première division bissau-guinéenne, remporte la Coupe nationale en 2013. Le club évolue alors en troisième division nationale.

## Palmarès et records

### Palmarès
Le palmarès de l'Estrela de Cantanhez se résume en une unique Coupe.
| Compétitions nationales | Compétitions internationales                                                       |
| --- | ---------------------------------------------------------------------------------- |
| - Championnat de Guinée-Bissau (0) - Champion : Néant - Coupe de Guinée-Bissau (1) - Vainqueur : 2013 - Supercoupe de Guinée-Bissau (0) - Vainqueur : Néant - Finaliste : 2013 | - Coupe de la confédération (0) - Meilleure performance : Tour préliminaire (2014) |

### Participation aux compétitions africaines
Cette page présente l'historique complet des matchs africains disputés par l'Estrela de Cantanhez depuis 2013. Le club, renonce aux compétitions africaines faute de fonds. Forfait face aux Red Lions Liberia FC pour des problèmes financiers.
| Date | Tour              | Adversaire           | Score aller | Score retour | Compétition               |
| ---- | ----------------- | -------------------- | ----------- | ------------ | ------------------------- |
| 2014 | Tour préliminaire | Red Lions Liberia FC | Forfait     | Forfait      | Coupe de la confédération |

#### Bilan
Mise à jour avant la saison 2016
| Coupe                     | Saisons | Matchs Joués | Victoires | Nuls | Défaites | Buts marqués | Buts encaissés | Différence de but |
| Coupe de la confédération | 1       | 0            | 0         | 0    | 0        | 0            | 0              | 0                 |
| TOTAL                     | 1       | 0            | 0         | 0    | 0        | 0            | 0              | 0                 |